# Reprezentacja Polski U-18 w piłce nożnej mężczyzn
Reprezentacja Polski U-18 w piłce nożnej – zespół piłkarski do lat 18, reprezentujący Rzeczpospolitą Polską w meczach i sportowych imprezach międzynarodowych, jest jednym z dziesięciu młodzieżowych piłkarskich zespołów narodowych w kraju, powoływanym przez selekcjonera, w którym występować mogą wyłącznie zawodnicy posiadający obywatelstwo polskie i którzy w momencie przeprowadzania imprezy docelowej (finałów Mistrzostw Europy) rocznikowo nie przekroczyli 18. roku życia. Za jej funkcjonowanie odpowiedzialny jest Polski Związek Piłki Nożnej (PZPN).

## Sukcesy
- Mistrzostwa Europy Portugalia 1961 – 2. miejsce (trener Władysław Stiasny)
- Mistrzostwa Europy Hiszpania 1972 – 3. miejsce (trener Marian Szczechowicz)
- Mistrzostwa Europy Polska 1978 – 3. miejsce (trener Edmund Zientara)
- Mistrzostwa Europy NRD 1980 – 2. miejsce (trener Henryk Apostel)
- Mistrzostwa Europy RFN 1981 – 2. miejsce (trener Henryk Apostel)
- Mistrzostwa Europy ZSRR 1984 – 3. miejsce (trener Mieczysław Broniszewski)
- Mistrzostwa Europy Finlandia 2001 – 1. miejsce (trener Michał Globisz)

## Wybrani trenerzy
- Władysław Stiasny (1960?-1964?)
- Marian Szczechowicz (197?-197?)
- Marek Janota (1973?-1977?)
- Edmund Zientara (1977?-1978?)
- Henryk Apostel (1977-1981)
- Mieczysław Broniszewski (1981-1988)
- Janusz Wójcik (1988)
- Michał Globisz (1996-2001 i 2009-2010)
- Marcin Sasal (2013)
- Wojciech Kobeszko (2022-2023)
- Marcin Włodarski (2023-obecnie)